# 林祐元門入
（1733年—1798年），日本圍棋棋手，父親井田道祐為本因坊道知的徒弟，本名井田佑元。
1757年第七世林門入突然去世，並無指定繼承人，最後由佑元繼任，是為第八世林門入，後世為區分多稱林佑元門入，隔年開始出賽御城碁。
七世門入為春碩因碩的徒弟，兩人一致對抗安井家、本因坊家組成的陣線，並反對了本因坊察元升上手，但是七世門入去世後，八世門入因其父為道知門生，所以反而支持察元，並推薦察元升名人碁所，原本陣線變為井上、安井陣線對抗本因坊、林家陣線了。
1775年立自己的兒子井田門悅為跡目，1790年宣布退休，門悅繼任，是為第九世林門悅。1798年去世，法名門榮玄入居士。

## 外部連結
日本圍棋故事